# Zhydachiv
Zhydachiv (tiếng Ukraina: Жидачів) là một thành phố của Ukraina. Thành phố này thuộc tỉnh Lviv. Thành phố này có diện tích ? km², dân số theo điều tra dân số năm 2022 là 10.353 người.